# 慕梭
穆诺纳尔·慕梭（1897年?月?日—1948年10月31日），印度尼西亚共产党领导人，曾担任印尼共产党总书记。

## 生平
1897年，出生于农民家庭。1923年，入党。1923年，担任印尼共产党中央委员。1926年，起事失败，流亡苏联。1933年，担任共产国际执委和赤色工会国际执委。1935年，回国，领导建立反法西斯统一战线。1939年，关押在法国集中营。1947年，回国。1948年，为印尼共产党总书记。10月，在茉莉芬事件中遇害。